# Hajóroncs-öböl
A Hajóroncs-öböl (görögül: Ναυάγιο azaz Navájio), egyéb nevein Navagio-öböl vagy Csempész-öböl Görögország – és egyesek szerint a világ – egyik legszebbnek tartott és egyik legismertebb tengerpartja. Zákinthosz szigetének északnyugati részén van, csak hajóval közelíthető meg.

## Elnevezése
Eredetileg Szent György-öbölnek nevezték (Άγιος Γεώργιος). Jelenlegi nevét annak köszönheti, hogy 1980. október 2-án rossz időjárás és műszaki hiba miatt itt járt szerencsétlenül a Panajótisz teherhajó. Egyes szóbeszédek szerint a hajó cigarettát csempészett és a görög parti őrség elől menekülve futott zátonyra (ezért a helyet Csempész-öbölnek is nevezik), azonban ezt hivatalos források nem erősítették meg, a kapitányt pedig a bíróság felmentette minden vád alól. A hajóroncsot nem szállították el és ma is látható a parton.

## Leírása
Elszigetelt kis öböl Zákinthosz északnyugati részén. A strandot kavics borítja. Csak hajóval közelíthető meg; a turistákat szállító hajók legtöbbje a közeli üdülőtelepekről indul, de Zákinthosz városából is vannak járatok. Mivel nyugati fekvésű, délelőtt árnyékban van, csak délután süti a nap. Szezonban általában nagyon zsúfolt.
A part felől erdővel borított, több száz méter magas, függőleges mészkősziklák ölelik körbe. A sziklákról népszerű a bázisugrás, és egy kilátóteraszt is létesítettek, melyhez épített út vezet.
2018-ban egy sziklaomlás több turistát megsebesített; ennek eredményeként a strand egyes részeit lezárták.

## Képek

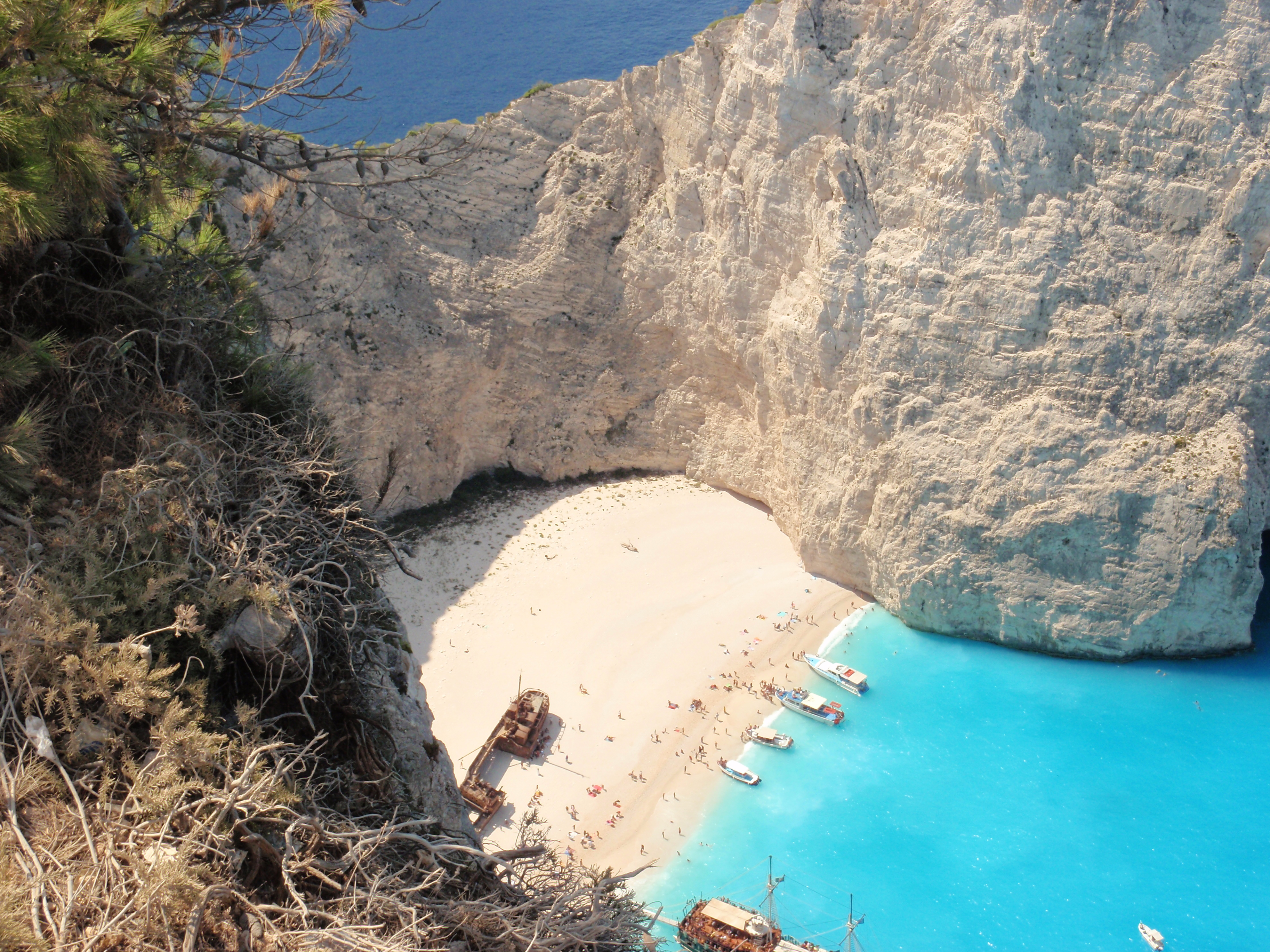
Az öböl látképe a kilátóteraszról
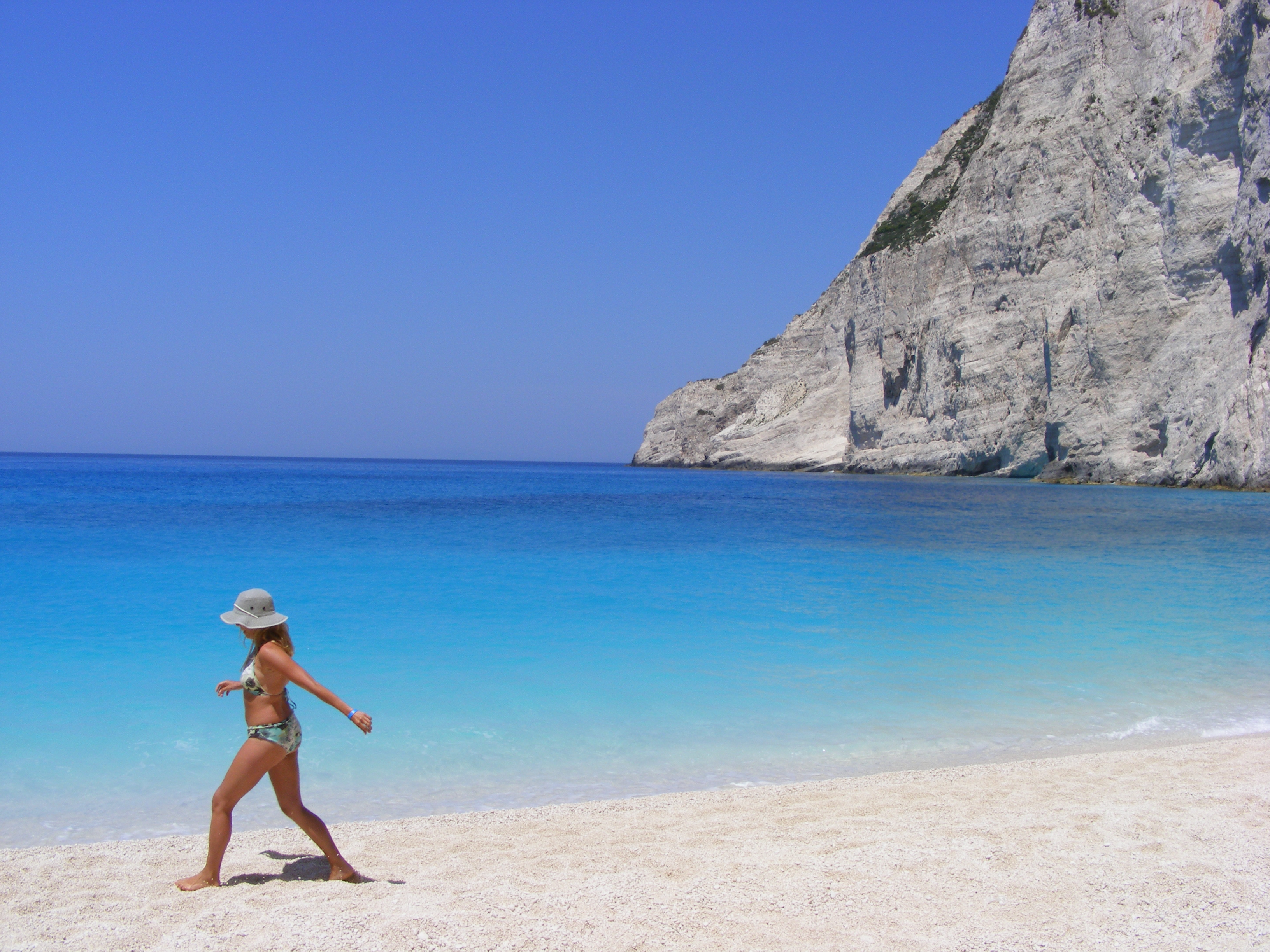
Strand
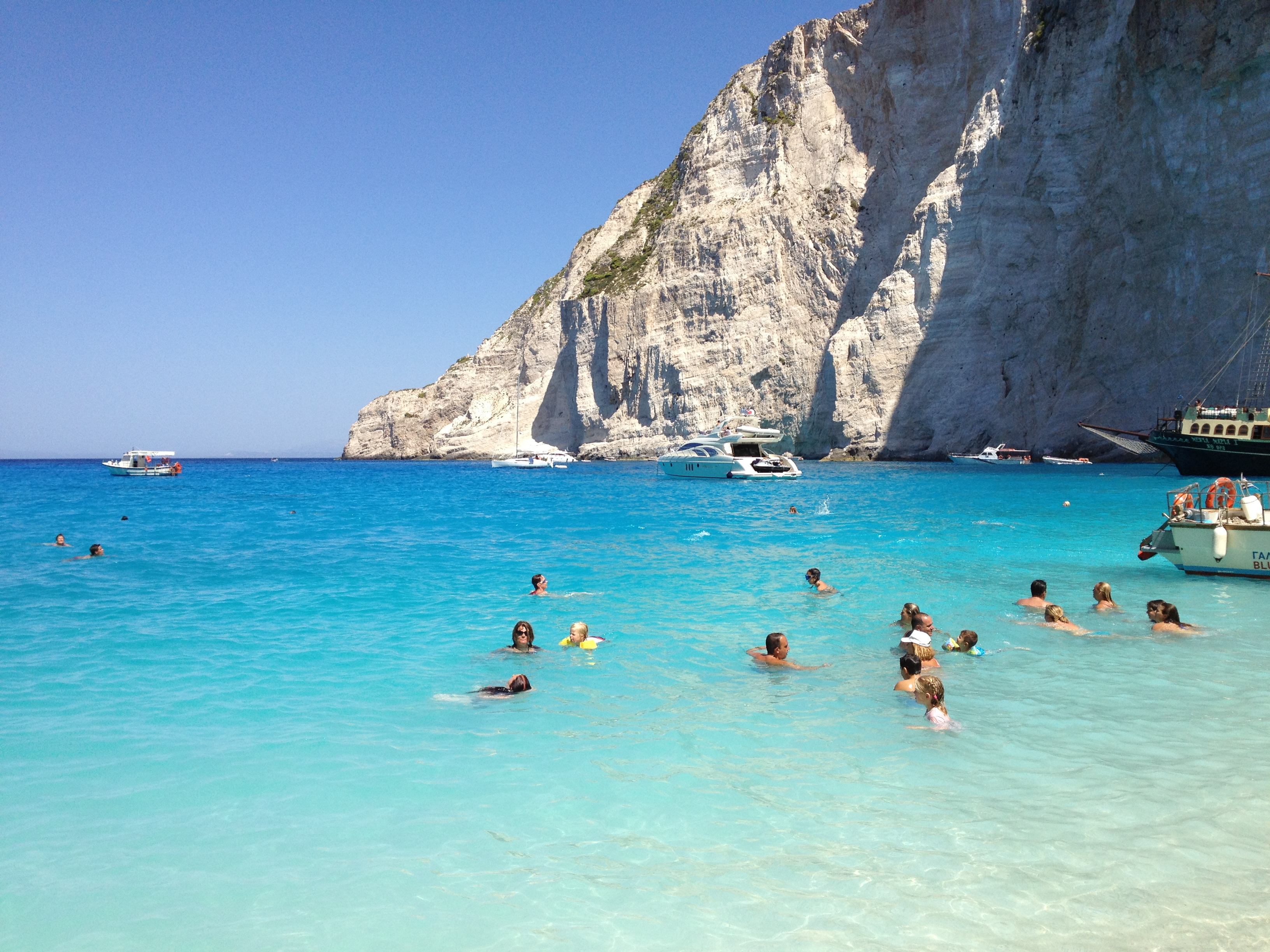
Fürdőzők
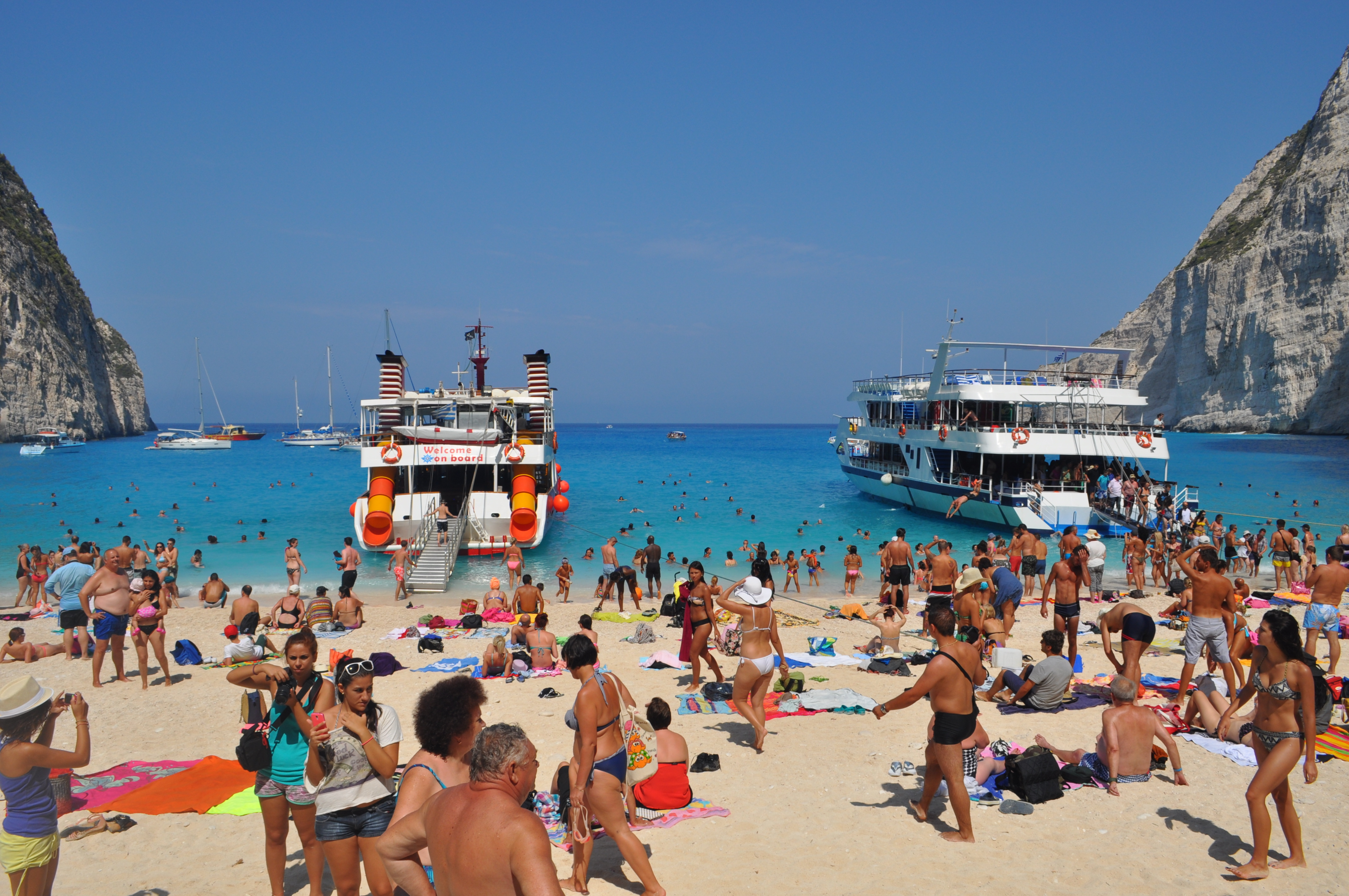
Turisták tömege
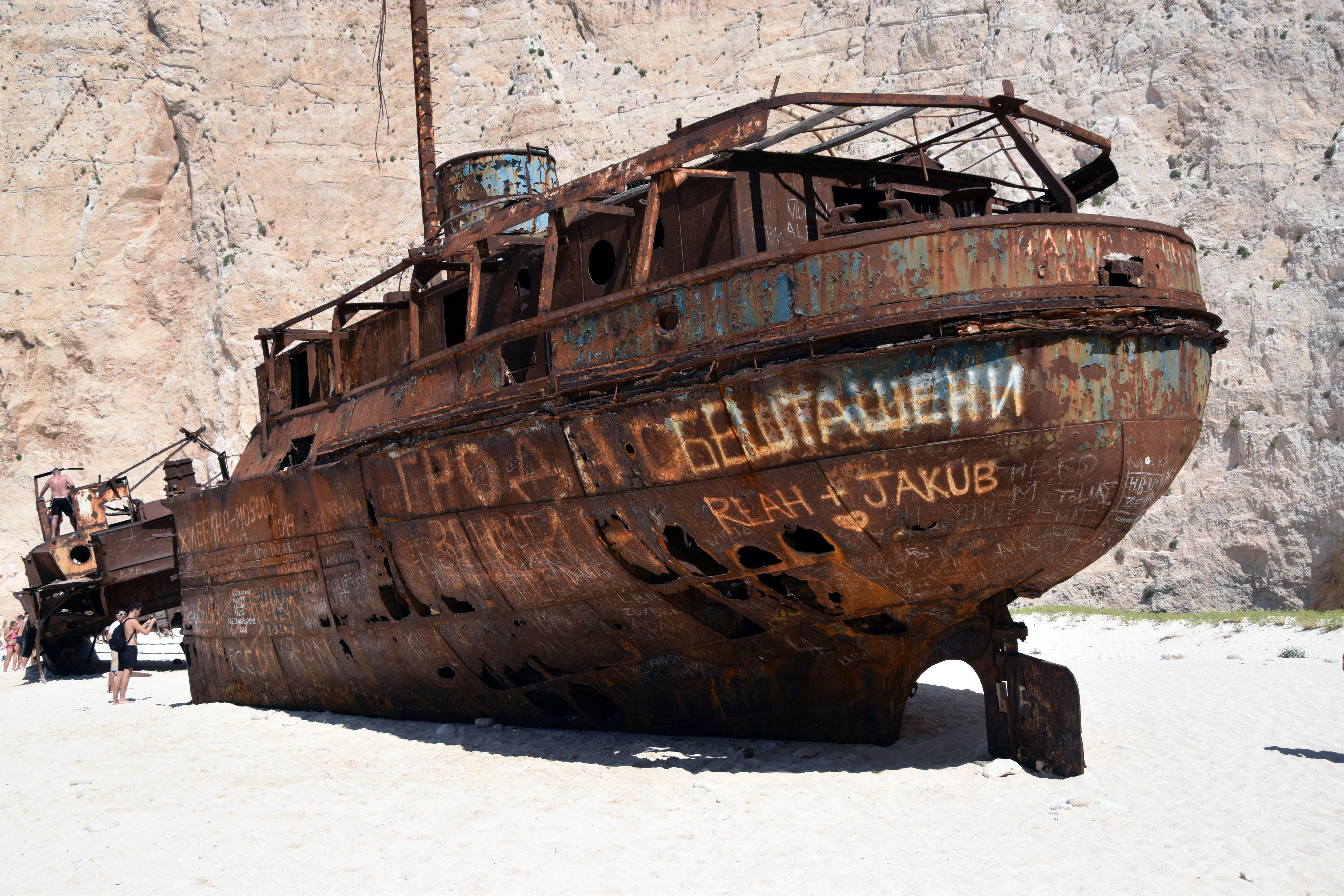
A Panajótisz roncsa a parton